# Listă de generali români
Listă de generali români.

## A
- Gheorghe Adrian
- Mircea Agapie
- Aurel Aldea
- Nicolae Alevra
- Gheorghe Alexianu
- Paul Alexiu
- Barbu Alinescu
- Ioan Alistar
- Gheorghe Andriță
- Gheorghe Angelescu
- Paul Angelescu
- Mircea Anghel
- Alexandru Anghelescu
- Constantin Anton
- Ilie Antonescu
- Ion Antonescu
- Petre Antonescu
- Vasile Apostol
- Ioan Arbore
- Ioan Argetoianu
- Gheorghe Argeșanu
- Ioan Arhip
- Valentin Arsenie
- Constantin Atanasescu
- Gheorghe Atanasescu
- Vasile Atanasiu
- Alexandru Averescu
- Gheorghe Avramescu

## B
- Eugen Bădălan
- Constantion Bădescu
- Gheorghe Bâgulescu
- Neculai Băhnăreanu
- Ștefan Balaban
- Grigore Balan
- Virgil Bălăceanu
- Radu Băldescu
- Ștefan Bardan
- Ion Bârloiu
- Viorel Bârloiu
- Constantin Barozzi
- Emanoil Bârzotescu
- Grigore Baștan
- Alexandru Batcu
- Eugen Bejinariu
- Alexandru Beldiceanu
- Ioan Bengliu
- Anton Berindei
- Anton Berlescu
- Ștefan Blaj
- Emil Bodnăraș
- Mihail Boico
- Ion Boițeanu
- Petre Borilă
- Emanoil Boteanu
- Ilie Botoș
- Constantin Brătescu
- Gheorghe Briceag
- Ernest Broșteanu
- Constantin I. Brătianu
- Gheorghe Bucșe
- Gianu Bucurescu
- Constantin Budișteanu
- Ion Bungescu
- Ion Bunoaica
- Mihai Burcă
- Traian Burduloiu
- Ștefan Burileanu

## C
- Constantin Călinoiu
- Corneliu Calotescu
- Mihail Cămărașu
- Nicolae Cambrea
- Petre Cameniță
- Vasile Cândea
- Alexandru Candiano-Popescu
- Gheorghe Cantacuzino-Grănicerul
- Sava Caracaș
- Mihai Caraman
- Dumitru Carlaonț
- Ioan Carlaonț
- Corneliu Carp
- Gheorghe Cătană
- Gheorghe Catrina
- Tudor Cearapin
- Ilie Ceaușescu
- Nicolae Andruță Ceaușescu
- Marin Ceaușu
- Constantin Celăreanu
- Nicolae Cena
- Mihail Cristodulo Cerchez
- Alexandru Cernat
- Mircea Chelaru
- Paul Cheler
- Ion Chirănescu
- Dan Chiriac
- Platon Chirnoagă
- Mihai Chițac
- Octavian Chițu
- Vasile Chițu
- Gheorghe Cialâk
- Henri Cihoski
- Ion Cioară
- Dumitru Cioflină
- Partenie Ciopron
- Ioan Ciupei
- Nicolae Ciupercă
- Tudorancea Ciurea
- Constantin Coandă
- Traian Cocorăscu
- Cornel Codiță
- Ion Codreanu
- Iliaș Colceag
- Florian Coldea
- Dumitru Coliu
- Ion Coman
- Simion Coman
- Ștefan Coman
- Pantelimon Comișel
- Nicolae Condeescu
- Nicolae M. Condiescu
- Constantin S. Constantin
- Gheorghe Constantinescu
- Ion Constantinescu
- Vladimir Constantinescu
- Constantin Constantinescu-Claps
- Constantin Constantiniu
- Mihail Corbuleanu
- Grigore Cornicioiu
- Dumitru Coroamă
- Gheorghe Cosma
- Neagu Cosma
- Tiberiu Costache
- Nicolae Costescu
- Ilie Crețulescu
- Constantin Cristescu
- Pavel Cristescu
- Constantin Croitoru
- Grigore Crăiniceanu
- Ioan Culcer
- Alexandru Cărcăleteanu

## D
- Nicolae Dabija
- Florian Dănălache
- Victor Danciu
- Ion Dândăreanu
- George Ioan Dănescu
- Ioan Dănescu
- Nicolae Dăscălescu
- David Praporgescu
- Cleante Davidoglu
- Carol Davila
- Dumitru Dămăceanu
- Alexandru Dănescu
- Constantin Degeratu
- Achile Diculescu
- Constantin Dimitrescu
- Nicolae Dimitrescu-Maican
- Mircea Dimitriu
- Ion Dincă
- Ion Dobran
- Gheorghe Dobre
- Corneliu Dobrițoiu
- Traian Doda
- Nicolaie-Vladimir Dohotariu
- Nicolae Doicaru
- Victor Dombrovski
- Constantin Doncea
- Matei Donici
- Corneliu Dragalina
- Ioan Dragalina
- Marin Dragnea
- Nicolae Dragomir
- Alexandru Duca
- Mișu Dulgheru
- Ioan Dumitrache
- Ionel Dumitrescu
- Petre Dumitrescu
- Romulus Dimitriu
- Cristea Dumitru

## E
- Nicolae Eftimescu
- Constantin Eftimiu
- Ramiro Enescu
- Ion Eremia

## F
- Ștefan Fălcoianu
- Arhip Floca
- Gheorghe Florescu
- Ioan Emanoil Florescu
- Mihail Florescu
- Dionisie Florianu
- Hercule Fortunescu
- Teodor Frunzeti

## G
- Titus Gârbea
- Cristian Gațu
- Mihai Gavriliuc
- B. Gheorghe Georgescu
- Grigore Georgescu
- Octavian Georgescu
- Pion Georgescu
- Constantin Gheorghe
- Ion Gheorghe
- Dorin Gheorghiu
- Ermil Gheorghiu
- Radu Gherghe
- Tobias Gherghel
- Nicolae Ghineraru
- Grigorie Ghiță
- Gavril Ghițaș
- Alexandru Glatz
- Ion Glogojanu
- Niculaie Goia
- Alexandru Gorsky
- Dan Grecu
- Gheorghe Grigoraș
- Eremia Grigorescu
- Ion Grosu
- Moise Groza
- Dumitru Grozeanu
- Alexandru Guran
- Ștefan Gușă

## H
- Alexandru Hanzu
- Constantin Hârjeu
- Nicolae Haralambie
- Cătălin Harnagea
- Mircea Haupt
- Ștefan Holban
- Ion Hortopan
- Ioan Hristea

## I
- Iosif Iacobici
- Alexandru Iacovache
- Constantin Iancovescu
- George Iannescu
- Constantin Ilasievici
- Ioan Ilcușu
- Dumitru Iliescu
- Dumitru Venicius Iliescu
- Mihai Iliescu
- Victor Iliescu
- Decebal Ilina
- Sorin Ioan
- Alexandru Ioanițiu
- Romulus Ioanovici
- Gheorghe Ion
- Costin Ionașcu
- Vasile Ionel
- Constantin Ionescu
- Emanoil Ionescu
- Lucian Ionescu
- Ștefan Ionescu
- Teodor Ionescu
- Gheorghe Ionescu-Sinaia
- Ioan Ioniță
- Anghel Iordănescu
- Radu Irimescu
- Ion Istrati

## J
- Emeric Jenei
- Gheorghe Jienescu
- Enache Jugănaru

## K
- Andrei Kemenici
- Radu Korne
- Ștefan Kostyal

## L
- Iacob N. Lahovari
- Mihail Lascăr
- Dimitrie Lecca
- Toma Lișcu
- Gheorghe Liteanu
- Scarlat Longhin
- Tiberiu Lopatiță
- Dumitru Luca
- Alexandru Lupescu
- Oliver Lustig
- Constantin Lăzărescu

## M
- Alexandru Macedonski
- Nicolae Macici
- Emil Macri
- Gheorghe Magheru
- Gheorghe Manoliu
- Gheorghe Manu
- Savel Manu
- Stan Marcu
- Gheorghe Mărdărescu
- Socrat Mardari
- D. Gheorghe Marinescu
- Gabriel Marinescu
- Nicolae Marinescu
- Viorel Paul Marinescu
- Luigi Martiș
- Nicolae Mazarini
- Vladimir Mazuru
- Sergiu Medar
- Ioan Mihăescu
- Gheorghe Mihail
- Velicu Mihalea
- Emil Mihuleac
- Vasile Milea
- Constantin Milicescu
- Nicolae Militaru
- Ludovic Mircescu
- Florea Mitrănescu
- Leonard Mociulschi
- Jean Moldoveanu
- Aurelian Mortoiu
- Traian Moșoiu
- Dimitrie Moțaș
- Mircea Teodor Mureșan
- Corneliu Mănescu

## N
- Gabriel Naghi
- Constantin Năstase
- Ilie Năstase
- Marin Neagoe
- Savu Nedelea
- Ion Negoiță
- Ella Negruzzi
- Mihai Negruzzi
- Ion Negulescu
- Nicolae al României
- Constantin Nicolaescu
- Grigore Nicolau
- Serghei Nicolau
- Eracle Nicoleanu
- Alexandru Nicolici
- Alexandru Nicolschi
- Aurel Niculescu
- Gheorghe Niculescu
- Gheorghe Nistoreanu
- Constantin Nuță
- Petre Vasiliu-Năsturel

## O
- Marin Oană
- Constantin Olteanu
- Neculai Onțanu
- Gabriel Oprea
- Nicolae Oprea
- Ștefan Oprea
- Marcel Opriș
- Ștefan Opriș
- Ion Oprișor
- Alexandru Orășanu
- Mihail Orzeață
- Cornel Oțelea

## P
- Dănilă Papp
- Ion Mihai Pacepa
- Lucian Pahonțu
- Mihai Palaghia
- Scarlat Panaitescu
- Constantin Panaitiu
- Gheorghe Pănculescu
- Constantin Pantazi
- Barbu Părăianu
- Cornel Paraniac
- Dobre Paraschiv
- Vasile Pascu
- Alexandru Pastia
- Nicolae Păștinică
- Ivan Patzaichin
- Dumitru Penciuc
- Eustațiu Pencovici
- Nicolae Petala
- Dumitru Petrescu
- Zaharia Petrescu
- Constantin Petrovicescu
- Vasile Petruț
- Artur Phleps
- Florian Pință
- Stelian Pintelie
- Gheorghe Pintilie
- Iuliu Plăpcianu
- Nicolae Pleșiță
- Dumitru Pletos
- Constantin Poenaru
- Dumitru Polivanov
- Ioan Pop de Popa
- Ioan Popa
- Constantin Gh. Popescu
- David Popescu
- Dumitru I. Popescu
- Ieremia Popescu
- Ion Theodor Popescu
- Marin Cosma Popescu
- Mihail Popescu
- Stelian Popescu
- Tudor Postelnicu
- Gheorghe Potopeanu
- Silviu Predoiu
- Septimiu Pretorian
- Constantin Prezan (mareșal)
- Ioan Prodan
- Dumitru Prunariu
- Emil Pălăngeanu

## R
- Ioan Mihail Racoviță
- Mihail Racoviță-Cehanu
- Francisc Radici
- Remus Radu
- Edgar Rădulescu
- Theodor Râmniceanu
- Damian Rascu
- Mihail Rasty
- Radu R. Rosetti
- Constantin Rotaru
- Gheorghe Rotaru
- Gheorghe Rozin
- Iosif Rus
- Nicolae Rădescu
- Ioan Rășcanu

## S
- Alexandru Saidac
- Leontin Sălăjan
- Nicolae Samsonovici
- Constantin Sănătescu
- Gheorghe Sănătescu
- Mihail Sandru
- Vasilică Sarcă
- Mircea Savu
- Nicolae Șchiopu
- Carol Schmidt
- Hugo Schwab
- Vladimir Secară
- Theodor Seracin
- Ioan Șerb
- Teodor Șerb
- Corneliu Serghievici
- Ion Sichitiu
- Costică Silion
- Ion Sima
- Victor Siminel
- Staur Simionescu
- Ioan Sion
- Gheorghe Slăniceanu
- Gheorghe Șoană
- Aurelian Son
- Niculae Spiroiu
- Stelian Staicu
- Aristotel Stamatoiu
- Victor Atanasie Stănculescu
- Mihail Stănescu
- Constantin Stavăr
- Olimpiu Stavrat
- Gheorghe Stavrescu
- Ion Stănescu
- Constantin Ștefănescu Amza
- Ștefan Ștefănescu
- Ilie Șteflea
- Constantin Sterea
- Nicolae Scarlat Stoenescu
- Neculai Stoina
- Dumitru Strătilescu
- Emil Străinu
- Stan Stângaciu
- Traian Stănescu
- Cornel Suciu
- Ion Șuța
- Nicolae Șova

## T
- Ioan Talpeș
- Tudor Tănase
- Sterian Târcă
- Nicolae Tătăranu
- Petre Teacă
- Iacob Teclu
- Gheorghe Teleman
- Christian Tell
- Iosif Teodorescu
- Paul Teodorescu
- Corneliu Teodorini
- Radu Timofte
- Constantin Tobescu
- Iulian Topliceanu
- Ioan Topor
- Mihail Trapsa
- Constantin Trestioreanu
- Marcu Tudor
- Gheorghe Turda
- Ion Tutoveanu
- Nicolae Tătărăscu
- Florea Țenescu
- Cristian Țopescu

## U
- Nicolae Uică

## V
- Vasile Vâlcu
- Christea Vasilescu
- Paraschiv Vasilescu
- Constantin Vasiliu-Rășcanu
- Alexandru Vasiliu
- Constantin Z. Vasiliu
- Gheorghe Vasiliu
- Mihail Vasiliu
- Dumitru Velicu
- Victor Veliscu
- Ion Vințe
- Constantin Visarion
- Iulian Vlad
- Ioan Vlădescu
- Matei Vlădescu
- Barbu Vlădoianu
- Cătălin Voicu
- Mihail Voicu
- Victor Voicu
- Constantin Voiculescu
- Dan Voinea
- Gheorghe Voinea
- George Voinescu
- Artur Văitoianu

## Z
- Iacob Zadik
- Dumitru Zamfir
- Gheorghe Zărnescu
- Vasile Zottu
- Eugen Zwiedineck